# Bernkastel-Wittlich
Districtul Bernkastel-Wittlich este un Kreis în landul Renania-Palatinat, Germania.
1. 1 2 3  GeoNames